# That's Why God Made the Radio
That's Why God Made the Radio, album som gavs ut 6 juni 2012 av The Beach Boys. Albumet var gruppens trettiosjätte LP och det producerades av Brian Wilson och Joe Thomas.
Albumet är gruppens första med nytt låtmaterial sedan Summer in Paradise från 1992 och det kom ut samband med gruppens 50-årsfirande. Det är också det första albumet som gitarristen och körsångaren David Marks medverkar på sedan albumet Little Deuce Coupe från 1963.
Al Jardine sjunger huvudstämman på spår 10, Mike Love på spår 7, 8 och 13 och Brian Wilson sjunger huvudstämman på spår 2, 5, 9, 11, och 12. Wilson och Love sjunger huvudstämman ihop på låt 4 och 6 och på låt 3 sjunger de båda ihop med Jardine. På spår ett sjunger hela gruppen tillsammans. I övrigt medverkar också gruppmedlemmen Bruce Johnston.
Övriga musiker på albumet är Jeff Foskett (gitarr, sång), Adrian Baker (körsång på "Daybreak Over the Ocean") och Christian Love (körsång på "Daybreak Over the Ocean")
Albumet nådde amerikanska Billboard-listans tredjeplats under sin första vecka, vilket innebar gruppens högsta debutplacering för ett album på hela 37 år, jämfört med samlingsalbumet Endless Summer från 1974. Det är också det högst placerade studioalbumet sedan Beach Boys' Party! från 1965 och det första av gruppens album som nådde en placering på topp-10 sedan 15 Big Ones från 1976. 
På englandslistan debuterade albumet på 15:e plats, vilket är den bästa placeringen sedan Surf's Up från 1971.
Titellåten nådde 21:a plats på den japanska singellistan.

## Låtlista
1. "Think About the Days" (Brian Wilson/Joe Thomas) 1:27
2. "That's Why God Made the Radio" (Brian Wilson/Joe Thomas/Larry Millas/Jim Peterik) 3:19
3. "Isn't It Time" (Brian Wilson/Mike Love/Joe Thomas/Larry Millas/Jim Peterik) 3:45
4. "Spring Vacation" (Brian Wilson/Mike Love/Joe Thomas) 3:07
5. "The Private Life of Bill and Sue"  (Brian Wilson/Joe Thomas)	4:17
6. "Shelter"  (Brian Wilson/Joe Thomas) 3:02
7. "Daybreak Over the Ocean" (Mike Love) 4:20
8. "Beaches in Mind" (Brian Wilson/Mike Love/Joe Thomas) 2:38
9. "Strange World" (Brian Wilson/Joe Thomas) 3:03
10. "From There to Back Again" (Brian Wilson/Joe Thomas)	3:23
11. "Pacific Coast Highway" (Brian Wilson/Joe Thomas) 1:52
12. "Summer's Gone" (Brian Wilson/Jon Bon Jovi/Joe Thomas) 4:40
13. "Do It Again" (Brian Wilson/Mike Love) 2:57 (ny version från 2012)

Fotnot: Spår 13 är bonusspår på den japanska utgåvan